# 赫雷夏蒂亚尔
49°32′12″N 30°22′8″E / 49.53667°N 30.36889°E
赫雷夏蒂亚尔（烏克蘭語：Хрещатий Яр），2024年9月前名为切爾沃尼亞雷（烏克蘭語：Червоні Яри），是位於烏克蘭北部的村莊，由基辅州白采爾克瓦區塔拉夏市鎮負責管轄。該村始建於1770年，面積1.81平方公里，海拔高度207米，2001年人口242，人口密度每平方公里133.6人。
2024年9月19日，乌克兰最高拉达将此村的名字改为赫雷夏蒂亚尔。